# Donatella Maiorca
Pour les articles homonymes, voir Donatella et Maiorca.
Donatella Maiorca, née le 13 septembre 1957 à Messine en Sicile, est une réalisatrice et scénariste Italienne.

## Filmographie
| année     | film                         | réalisatrice | scénariste | notes                         |
| --------- | ---------------------------- | ------------ | ---------- | ----------------------------- |
| 1998      | Viol@ (it)                   | Oui          |            | long métrage                  |
| 2000      | Giornalisti                  | Oui          |            | série télévisée               |
| 2004      | Diritto di difesa            | Oui          | Oui        | série télévisée (27 épisodes) |
| 2007      | La stagione dei delitti (it) | Oui          |            | série télévisée (2 épisodes)  |
| 2000-2009 | La squadra (it)              | Oui          |            | série télévisée (75 épisodes) |
| 2009      | Viola di mare                | Oui          | Oui        | long métrage                  |
| 2002-2011 | Un posto al sole             | Oui          |            | série télévisée (13 épisodes) |
| 2012      | Antea for Life               | Oui          | Oui        | court métrage                 |